# Jean-Victor Poncelet
Jean-Victor Poncelet (1. červenec 1788, Mety – 22. prosinec 1867, Paříž) byl francouzský matematik, mechanik a geometr. Položil základy moderní projektivní geometrie, teorie dynamiky strojů a aplikované mechaniky.

## Život
Na École polytechnique byl žákem Gasparda Mongeho. Po studiu nastoupil jako inženýr poručík na École d´application v Métách. V roce 1812 se zúčastnil Napoleonova tažení do Ruska. Během ústupových bojů o přechod přes Berezinu byl zajat a odveden do 1500 km vzdáleného Saratova. V zajetí v Saratově, společně se svými zajatými kolegy z École polytechnique, začal formulovat své geometrické myšlenky. Roku 1814 se ze zajetí vrátil a deset let působil jako vojenský inženýr v Metách. Věnoval se též mechanice, upravil turbíny a vodní mlýny tak, že zdvojnásobil jejich výkon.
V letech 1820-1821 spolu s Brianchonem formulovali tzv. Feuerbachův teorém (viz Kružnice devíti bodů). Roku 1822 vydal práci Traité des propriétés projectives des ﬁgures (Pojednání o projektivních vlastnostech geometrických obrazců), kde rozvinul myšlenky, jež se v hrubých obrysech zrodily už v Saratově. Navázal na Mongeho, který se zabýval rovnoběžným promítáním. Poncelet pracoval na středovém promítání a aplikoval svůj pohled na celé soubory rovinných útvarů. Definoval zde základní koncepty projektivní geometrie: perspektiva, involuce a cirkulární body v nekonečnu.
Roku 1825 byl jmenován profesorem mechaniky na École d'application. Roku 1837 se stal profesorem mechaniky na Sorbonně a ředitelem či náčelníkem École polytechnique v hodnosti generála. Od roku 1842 byl prezidentem Francouzské Akademie věd, členem Královské společnosti a 1853 byl jmenován velkým důstojníkem Řádu čestné legie. Roku 1850 odešel do výslužby. V letech 1862 a 1864 publikoval Applications d'analyse et de géométrie, dvoudílný úvod do projektivní geometrie a roku 1865 byl zvolen členem Americké akademie umění a věd.
Je jedním ze 72 významných mužů, jejichž jméno je zapsáno na Eiffelově věži v Paříži.